# Калашибета
Калашибѐта (на италиански: Calascibetta, на сицилиански Sciurbi, Шурби) е малък град и община в южна Италия, провинция Ена, в автономен регион и остров Сицилия. Разположен е на 691 надморска височина. Населението на града е 4658 души (към 30 декември 2010 г.).